# Герб Подгориці
Герб Подгориці — офіційний герб міста Подгориця, столиці Чорногорії. Це новий герб, прийнятий як символ міста 30 березня 2006 року, замінивши герб, котрий вважався естетично застарілим. Автором є Срджан Марлович.

## Опис
Срібний щит символізує воду. Серед усіх характеристик цього муніципалітету найважливішою є його багатство водою (6 річок і Скадарське озеро, найбільше озеро на Балканах).
Шари міської спадщини в цьому муніципалітеті (Доклея та Медун) представлені двома синіми горизонтальними смугами. Метафорично вони представляють основу сучасного міста Подгориця.
Універсальний символ, створення якого базувалося на стилізації всіх впізнаваних символів сучасної Подгориці, які ми знаємо сьогодні: місто Неманья, вежа з годинником, пам’ятник Гориці, ворота, мости тощо, об’єднані в один символ, ламану лінію, розташовану вище 2 горизонтальні смуги.
Корона символізує статус міста як столиці Чорногорії.
Два срібних леви діють як щитотримачі та натхненні найстарішим відомим гербом муніципалітету Подгориця, гербом Божидара Вуковича-Подгоричанина.
Золоте листя вина символізує виноградники, якими відома Подгориця.

## Старіші версії

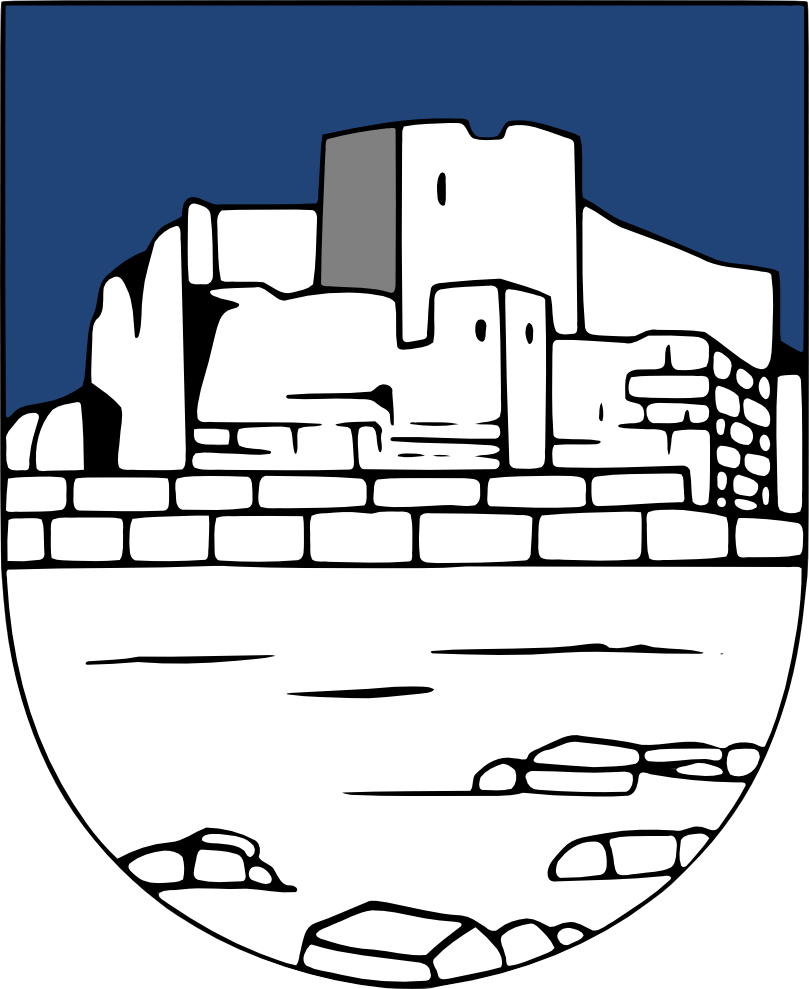
Герб Подгориці до Другої світової війни.
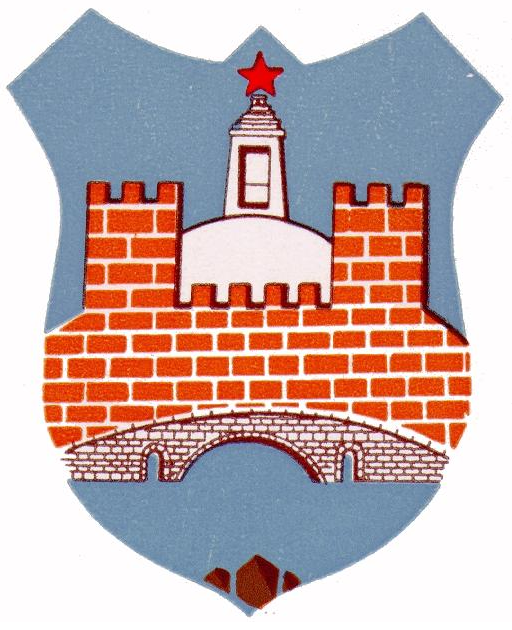
Герб Титограда часів СФРЮ.